# Vere Gordon Childe
Vere Gordon Childe (14. dubna 1892 v North Sydney, Austrálie – 19. října 1957 Blackheath, Nový Jižní Wales) byl archeolog, historik a lingvista. Díky své vědecké všestrannosti na poli historie a archeologie je pokládán za jednoho z nejvýznamnějších archeologů 20. století; centrem jeho vědeckého zájmu byl vztah Blízkého východu a Evropy v době neolitu. Je tvůrcem termínu „neolitická revoluce“ (Neolithic Revolution) a „protourbánní revoluce“ (Urban Revolution). Byl také tvůrcem difuzionistické teorie (viz neolit).

## Mládí a politika
Po ukončení klasických studií na univerzitě v Sydney v roce 1913 odešel do Velké Británie na Univerzitu v Oxfordu (Queen's College), kde se zapsal na klasickou filologii.Jeho zájem se soustředil na evropský pravěk. Po návratu do Austrálie se stal osobním tajemníkem (Private Sekretary) Johna Storeyho, člena Zákonodárné rady (Legislative Council) Nového Jižního Walesu. V roce 1921, kdy John Storey zemřel, se Childe vrátil do Evropy odhodlán nadále se věnoval archeologii. V roce 1923 ještě napsal knihu How Labour Governs, která vycházela z jeho politických zkušeností, ale v této době již cestoval nejen po Evropě, ale i po Blízkém východě. V letech 1923 - 1925 pracoval na archeologickém výzkumu ve Skotsku a Severním Irsku. Po návratu byl dva roky zaměstnán jako knihovník v Královském antropologickém ústavu v Londýně.

## Vědecká činnost
V roce 1925 vyšla jako výsledek jeho rozsáhlých studijních cest a v rámci edice The History of Civilisation (editor G. K. Ogden) jeho kniha The Dawn of European Civilisation, která jej díky do té doby nepoužité koncepci okamžitě proslavila nejen ve vědeckých kruzích. Zabýval se zde vývojem v neolitické Evropě ve vztahu k vývoji na blízkém Východě. V souvislosti s tímto se zajímal i o vztah archeologie a etymologii indoevropských jazyků, souhrnně výsledek toho studia publikoval v roce 1926 v knize The Aryans: a study of Indo-European origins.
V roce 1927 se sal profesorem archeologie na univerzitě v Edinburghu a v této pozici zůstal až do roku 1946. Zajímal se o hlavně o pravěké zemědělství, jehož původ určoval v oblasti "úrodného půlměsíce". V roce 1928 v knize The Most Ancient East sledoval vznik a vzestup blízkovýchodních civilizací. O rok později vyšla další kniha, tentokrát se vztahující k pravěkým dějinám Podunají: The Danube in Prehistory.V roce 1930 pak kniha "The Bronze Age", kde studuje důsledky, které vyvolalo objevení tohoto nového materiálu. V pozoruhodné knize "New Light on the Most Ancient East", která vyšla 1935, shrnul výsledky studia výzkumů a objevů v zemích Blízkého Východu. Se svojí základní pracovní oblastí se vyrovnal syntetickým dílem "Prehistory of Scotland" r. 1935, a dále "Prehistoric Communities of the British Isles" (1940). V těchto knihách jako první používal termíny neolitická (zemědělská) revoluce a protourbárnní (městská) revoluce, které se všeobecně rozšířily v odborné literatuře.
Jako historik zastával Childe teorii difuzionismu. Věřil, že významné objevy a myšlenky vznikaly v minulosti v jedné oblasti, odkud se postupně šířily všemi směry. Jeho pohled na vývoj společenských jednotek byl sociálně ekonomický a materialistický, blízký názorům Marxe a Engelse. Své poznatky a názory shromáždil v populárně-vědecké publikaci Člověk svým tvůrcem (Man Makes Himself) z roku 1936, která byla přeložena do mnoha jazyků. Zamýšlí se v ní nad pokrokem lidstva od počátků civilizace a jeho příčiny vidí ve vztahu mezi způsobem výroby a úrovni výrobních prostředků. Dochází k přesvědčení, že historie má lidem pomoci předvídat a utvářet budoucnost.
Poté, co v roce 1946 odešel z univerzity v Edinburghu, stal se ředitelem Archeologického institutu v Londýně, kde působil až do odchodu na odpočinek v roce 1956. Pro své názory a blízké vztahy s vědeckými institucemi států východní Evropy v období studené války musel čelit mnoha obstrukcím. Nebylo mu umožněno zúčastnit se na vykopávkách neolitických hrobek v Orknejích. Jeho rozsáhlé pojednání Společnost a věda nenašlo v Anglii vydavatele a vyšlo nakonec v New Yorku v roce 1956. To se negativně promítalo do jeho psychického rozpoložení, navíc měl obavy o svůj zdravotní stav.

## Práce v terénu
V roce 1923 začal výzkum neolitického sídliště Skara Brae na Orknejských ostrovech a to poté, co silná bouře odkryla další pozůstatky již dříve známého naleziště. Childe, přestože činný hlavně jako teoretik, byl pověřen dohledem nad probíhajícími pracemi. Výsledky výzkumu byly publikovány v roce 1931.

## Popularizace
Childe publikoval také díla určená široké veřejnosti. Mezi nejznámější patří: What Happened in History (1942) a Man Makes Himself (1936). Dále studie "Progress and Archeology"(1944-1945)a sbírka úvah "History" (1947).

## Smrt
Po odchodu do penze odjel do rodné Austrálie, cestoval a zajímal se o možnosti archeologických výzkumů. V říjnu 1957 byl nalezen mrtev v horách Blue Mountains, kam se vydal sám na výlet. Jeho smrt byla prohlášena za neštěstí, ale později se objevily i spekulace o možné sebevraždě.

## Dílo Vere Gordon Childa
- The Dawn of European Civilization (1925)
- The Danube in Prehistory (1929)
- The Bronze Age (1930)
- New Light on the Most Ancient East (1935)
- Prehistory of Scotland (1935)
- Man makes himself (1936)
- Prehistoric communities of the British Isles (1940, druhé vydání 1947)
- What Happened in History (1942)
- Progress and Archaeology (1944, 1945)
- History (1947)
- Man Makes Himself (1951)

## Dílo publikované česky
- Člověk svým tvůrcem (1949)
- Na prahu dějin (1966)